# Rhipidocephala scuata
Rhipidocephala scuata är en tvåvingeart som beskrevs av H. Oldroyd 1966. Rhipidocephala scuata ingår i släktet Rhipidocephala och familjen rovflugor.
Artens utbredningsområde är Kongo. Inga underarter finns listade i Catalogue of Life.